# Музикална група
 Тази статия е за вид музикална група.  За канадската група вижте Бенд (група).  За града в САЩ вижте Бенд (Орегон).
Музикална група (или музикален ансамбъл) е група от двама или повече изпълнители на инструментална или вокална музика, обикновено известни с общо отличително име.
Някои музикални ансамбли се състоят само от инструменталисти, например оркестър, а други се състоят само от певци, като хоровете. Както в популярната, така и в класическата музика има групи с участието и на инструменталисти, и на певци. В класическата музика ансамблите или смесват звука на инструменти от различни семейства (например пиано, струнни и духови инструменти, или групират инструменти от едно и също семейство (например струнен квартет). Джазовите ансамбли обикновено включват духови инструменти, един или повече струнни инструменти, басов инструмент и барабанист или перкусионист, като могат да бъдат изцяло инструментални или да акомпанират един или повече певци. Рок и поп групите обикновено включват китари и клавишни, един или повече певци и ритъм секция, съставено от бас китара и комплект барабани. Музикалните групи обикновено имат ръководител, който в класическите оркестри и хорове е наричан диригент.

## Видове
Според броя изпълнители могат да се определят следните групи:
- дует (или дуо) – двама;
- трио – трима;
- квартет – четирима;
- квинтет – петима;
- секстет – шестима;
- септет – седмина;
- октет – осмина;
- нонет – деветима.

По-големите музикални групи се наричат:
- оркестър – музикална група, която изпълнява инструментална музика и не включва певец.
- хор – музикална група от певци-хористи, които пеят едновременно.

Термините бенд или банда също се използват за музикални групи.